# Nina Hagen
Nina Hagen (nascuda a Berlín Est l'11 de març de 1955), és una cantant alemanya, famosa per la seva barreja d'estil punk i cant operístic.

## Biografia
Filla de Hans Hagen, guionista d'origen jueu, i d'Eva-Maria Hagen, actriu i cantant, va néixer a Berlín Est quan el Berlín i l'actual Alemanya estaven dividits en dues parts.
El seu pare va morir quan ella era tan sols una nena, i la seva mare va contreure matrimoni amb Wolf Biermann, un cantautor. El seu padrastre va ser acusat diverses vegades de contrarevolucionari a la llavors República Democràtica Alemanya, per fer crítiques i burles contra el règim.
Nina va aprendre ballet quan era petita i va demostrar una sorprenent habilitat com a cantant, essent considerada una nena prodigi per les seves interpretacions d'òpera. Va deixar l'escola quan cursava el desè curs i es va unir a la banda de covers Fritzens Dampferband.

### Carrera Musical

#### Dècada dels 70

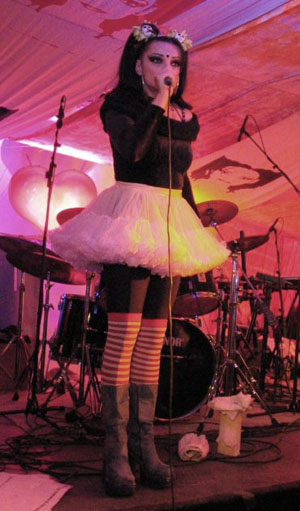
Nina Hagen en concert l'any 2003.

Nina Hagen va ser membre de la banda Automobil, la qual va tenir una bona acceptació a la República Democràtica Alemanya. El 1976 el seu padrastre, Wolf Biermann, cantautor i artista de conegudes opinions contràries al govern de la RDA, fou convidat a presentar-se en un espectacle televisat a l'altre costat del teló d'acer: a Colònia, Alemanya Occidental. El govern de l'Alemanya Oriental va advertir-lo que no podria portar-hi la seva família i que se li impediria tornar a la RDA si creuava la frontera. Malgrat això, Biermann va viatjar a la RFA i va realitzar la seva presentació televisiva; quan les autoritats de la RDA es van negar a permetre-li passar novament la frontera, la seva dona, Eva-Maria Hagen va protestar públicament per aquest impediment. Nina Hagen, ja convertida en estrella musical juvenil, es va unir a la protesta de la mare i va advertir llavors que seguiria els passos del seu padrastre en els camps musical i polític, però dins de la RDA; davant d'aquesta situació les autoritats germano-orientals van atorgar el permís de sortida a tota la família Biermann-Hagen, però sense opció de retorn.
El 1977 Nina Hagen va formar a la RFA la banda The Nina Hagen Band amb la qual un any després gravaria el disc homònim que inclou temes com "TV-Glotzer (White Punks On Dope)" (un cover de The Tubes) i "Auf'm Bahnhof Zoo".
Durant la subsegüent gira europea, Hagen va decidir deixar la banda, encara que seguiria complint amb el contracte i gravar un segon àlbum el 1979. Unbehagen (que en català significa «incomoditat» o «inquietud») fou produït amb gravacions que la banda feia a Berlín i amb les parts vocals que Nina gravava a Califòrnia. El disc incloïa el tema "African Reggae" i "Lucky Number", un cover de Lene Lovich.
Mentrestant, el personatge públic Nina Hagen va cridar l'atenció dels mitjans de comunicació de masses. Va protagonitzar un escàndol durant una aparició en un programa d'entrevistes austríac anomenat Club 2, on va simular una masturbació. A més va participar en la pel·lícula Cha Cha conjuntament amb la llegenda neerlandesa del rock, Herman Brood i la seva amiga Lene Lovich.

#### Anys 80
El 1982 Hagen realitzà el seu primer disc com a solista: NunSexMonkRock, una dissonant barreja de punk, funk i òpera, i aquell mateix any va començar una gira mundial amb No Problem Orchestra.
El 1983 gravà l'àlbum Angstlos i va fer un petit tour europeu. En aquella època les aparicions públiques de Nina Hagen es feien estranyes i era freqüent que en les seves discussions inclogués temes relacionats amb Déu, els extraterrestres i amb la seva postura social i política. També es declarava defensora dels drets dels animals.
De l'àlbum Angstlos es va publicar una versió en anglès anomenada Fearless (en català: «Intrèpid») que va generar dos dels màxims hits que es van sentir a les discoteques nord-americanes: "Zarah" (un cover de la cançó "Ich weiss, es wird einmal ein Wunder geschehen" de Zarah Leander) i l'èxit de l'operació punk/disco, "New York, New York" (que va arribar al top 9 al Billboard). Aquesta cançó és diametralment oposada al clàssic del mateix títol cantat per Frank Sinatra i Liza Minnelli, i possiblement per evitar confusions és citada per algunes fonts com a "New York, NY". La cantant era tan cèlebre en aquesta època, que el 1985 va participar en el famós concert col·lectiu Rock in Rio.
El 1985 l'estrella alemanya va llançar Nina Hagen In Ekstasy. Aquest àlbum no va tenir l'èxit de l'anterior encara que va generar alguns hits com "Universal Ràdio" i la versió punk de "My Way" (tema popularitzat per Frank Sinatra). Dos anys després com a celebració pels seus 18 anys amb el punk gravà Punk Wedding EP. El 1989 va realitzar un nou àlbum que simplement va anomenar Nina Hagen, el qual va incloure un altre tour europeu.

#### Anys 90
Nina Hagen es mudà a París amb la seva filla Cosma Shiva, i hi va viure tota la dècada. El 1991 amb un nou disc anomenat Street començà una nova gira pel vell continent. Un any després va conduir un programa televisiu a la cadena alemanya RTLplus. El 1993 realitzà Revolution Ballroom i dos anys més tard íntegrament en alemany Freud Euch, gravat en anglès com a Beehappy el 1996. Aquest mateix any Hagen va col·laborar amb el productor de música electrònica Christopher Franke per a la cançó de la pel·lícula Tenchi Muyo! in Love titulada "Alchemy of Love". Durant aquesta etapa Hagen va mantenir la seva personalitat xocant amb vestits i coreografies inusuals. El 1994 va anar a un programa de televisió a Espanya mostrant els seus pits sota una brusa de tul i lluint una cua com si es tractés d'un cavall.
El 1998 Hagen va conduir un xou setmanal de ciència-ficció per al canal British Sci-Fi, i l'any següent va gravar l'àlbum Namah Shivay, el qual fou distribuït exclusivament a Internet. A més va cantar "Witness" en l'àlbum Adios del grup de rock industrial KMFDM.
El 1999 va gravar conjuntament amb l'Ensemble Modern, Max Raabe i sota la direcció de HK Gruber, una aclamada nova versió de Die Dreigroschenoper (L'òpera dels tres rals), òpera de Bertolt Brecht i Kurt Weill, en la qual va interpretar el paper de Mrs Peachum amb gran qualitat.

#### Dècada de 2000
A 2000, el seu tema "Schön ist die Welt" va ser la cançó oficial de l'Expo 2000. "Der Wind hat mir ein Lied erzählt", un altre cover de Zarah Leander, es convertiria en el seu nou hit aquell mateix any. El febrer de 2001 realitzà l'àlbum The Return of the Mother, acompanyat per un nou tour per Alemanya. Aquell mateix any col·laborà amb Rosenstolz i Marc Almond en el single "Total eclipsi/Die schwarze Witwe that reached#22".
Hagen dona veu al personatge de Sally en el doblatge a l'alemany de The Nightmare Before Christmas, pel·lícula de Tim Burton. A més´, col·laborà amb altres bandes com Oomph! en el tema "Fieber". Més recentment al costat d'Apocalyptica va fer un cover de la cançó "Seemann" de la banda alemanya Rammstein.
Com a actriu ha sortit recentment en un polèmic espot de protesta juntament amb Pamela Anderson, en contra de l'ús de les pells animals en general, i en els avions en particular.

## Discografia
- Nina Hagen Band (1978)
- Unbehagen (1979)
- Cha-Cha (banda sonora de la pel·lícula, amb Herman Brood, Lene Lovich; 1979)
- NunSexMonkRock (1982)
- Angstlos (1983), regravat en anglès com a Fearless (1984)
- In Ekstase (1985), regravat en anglès com a In Ekstasy (1985)
- Punk Wedding EP (1987)
- Nina Hagen (1989)
- Street (1991)
- Du hast den Farbfilm vergessen from the Rock aus Deutschland series, compilació dels senzills previs a Nina Hagen Band (1992)
- Revolution Ballroom (1993)
- Freud Euch (1995), regrabat en anglès com a Beehappy (1996)
- Om Namah Shivay (1999)
- Return of the Mother (2000)
- Big Band Explosion (2003)
- Irgendwo auf der Welt (2006)
- Personal Jesus (2010)
- Volksbeat (2011)